# 파워 트립

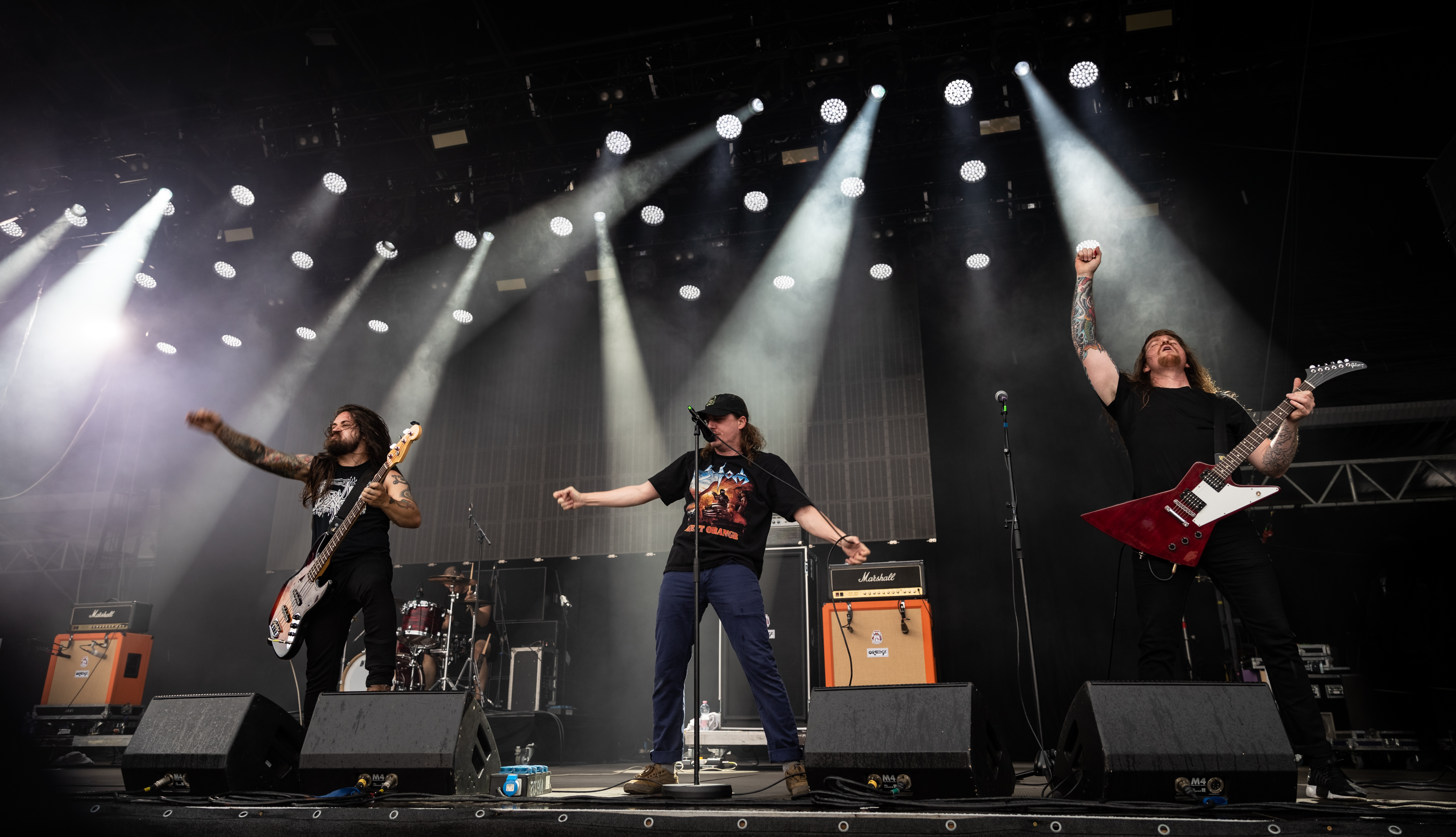

파워 트립(Power Trip)은 2008년 텍사스주 댈러스에서 결성된 미국의 크로스오버 스래시 밴드이다.
파워 트립은 2010년대 가장 성공적인 스래시 메탈 밴드들 중 하나였으며 Nightmare Logic은 빌보드 차트에 진입했다.
파워 트립의 사운드는 스래시 메탈, 하드코어 펑크, 또 단순히 크로스오버 스래시로 평론가들에게 평가를 받았다.